# عادل المولد
عادل المولد (مواليد 1 أبريل 1997) لاعب كرة قدم سعودي يلعب في مركز الدفاع.
لعب في الفئات السنية في نادي الأنصار ومن ثم انتقل إلى نادي الهلال والجبلين ونادي القادسية.

## روابط خارجية
- عادل المولد على موقع Soccerway.com (الإنجليزية)
- عادل المولد على موقع كووورة